# Cliff Garrett
John Clifford „Cliff“ Garrett (* 8. März 1908 in Seattle; † 22. Juni 1963 in Los Angeles) war ein amerikanischer Unternehmer in der Luft- und Raumfahrtindustrie. Sein Unternehmen firmierte in seiner Geschichte unter mehreren Namen, worunter Garrett AiResearch der bekannteste war.
Garrett begann 1926 als Lagerist beim kalifornischen Flugzeugbauer Lockheed. Mit der Vision, günstige Flüge von großer Reichweite über 12.000 Fuß (3657,48 Meter) zu ermöglichen, machte sich Garrett 1936 selbständig und experimentierte mit Druckausgleich. Die vom amerikanischen Militär zuerst belächelte Idee wurde bereits im Zweiten Weltkrieg in Form von Druckkabinen der Boeing B-29 realisiert. Nach dem Krieg wurde die Technik auch in Linienflugzeugen wie der französischen Sud Aviation Caravelle und der Boeing 707 eingesetzt. Neben den Druckkabinen und Klimaanlagen baute die Garrett Corporation viele weitere Bauteile für die Luft- und Raumfahrt. Für letztere entwickelte Garretts Unternehmen für das Mercury-Programm und das Apollo-Programm die Sauerstoffsysteme der Raumkapseln. 1962 setzte die Garrett AirResearch 206 Millionen Dollar bei einem Gewinn von 5 Millionen Dollar um. Die bekanntesten Produkte wurden aber Flugzeug-Antriebe der Turboprop-Bauweise.
Im Jahr 1960 stieg Garrett ins Musikgeschäft ein und gründete das Tonträgerunternehmen C. G. Recording Corporation. Die Anzahl der Platten-Produktionen der beiden Labels CG Records und Infinity Records blieb allerdings überschaubar. 
Cliff Garrett starb 1963. Unter seinem Firmennamen werden bis heute Turbolader hergestellt, nach mehreren Firmenübernahmen seit 1999 unter dem Dach von Honeywell International. Ihm zu Ehren vergibt die Society of Automotive Engineers seit 1984 jährlich den Cliff Garrett Turbomachinery and Applications Engineering Award für herausragende Ingenieursleistungen im Bereich der Turbo-Antriebe. Am Flughafen von Anniston, Alabama wurde eine Straße mit einer Niederlassung von Honeywell „Cliff Garrett Drive“ ihm zu Ehren benannt.